# Hans Mechnig
Hans Mechnig (* 3. Januar 1929 in Worms; † 22. Januar 2016 ebenda) war ein deutscher Fußballspieler, der als Spieler von Wormatia Worms mit 393 Einsätzen und 80 Toren in der Fußball-Oberliga Südwest geführt wird und damit ewiger Rekordhalter der Spieleinsätze in der alten Südwestoberliga ist.

## Karriere

### Vereine
Der spätere Abwehrspieler begann seine Karriere bei Normannia Pfiffligheim, bevor er 1948 über Alemannia Worms zum Oberligisten Wormatia Worms wechselte. In seinen ersten zwei Runden bei Wormatia war die Spielklasse im Südwesten noch in zwei Staffeln aufgeteilt. In der Staffel Nord traten neben dem 1. FC Kaiserslautern mit Worms, Neuendorf, Pirmasens, Ludwigshafen, Trier, Mainz, Weisenau, Oppenau und Andernach Mannschaften an, die auch in der ab 1950/51 eingleisigen Südwestoberliga vertreten waren. In der Südstaffel dagegen, wurden nach deren Auflösung im Sommer 1950 der SSV Reutlingen und der FC Singen 04 in die Oberliga Süd und der Freiburger FC, VfL Konstanz und der SV Tübingen in die 2. Liga Süd eingereiht. In den ersten drei Wormatia-Jahren erreichten Mechnig und seine Mannschaftskameraden jeweils die Vizemeisterschaft. Lediglich 1949 resultierte daraus aber auch die Teilnahme an der Endrunde um die deutsche Fußballmeisterschaft. Der 20-jährige Nachwuchsspieler schied nach der 0:2-Niederlage gegen den Südmeister Kickers Offenbach am 19. Juni 1949 in Karlsruhe auf dem KFV-Platz an der Telegrafen-Kaserne vor 35.000 Zuschauern im Wiederholungsspiel mit Worms aus. Mechnig hatte zu dieser Zeit noch auf der Position des Mittelstürmers agiert. Rudi Fischer hatte das Wormatia Tor gehütet und der linke Flügel wurde von Karl Blankenberger und Helmut Müller gebildet. 1950 scheiterte er mit Worms in den Qualifikationsspielen gegen den Südstaffelvertreter Reutlingen und 1951 war der Südwestvize für die mit acht Teilnehmern konzipierte Endrunde nicht zugelassen. Auf dem Weg zur Vizemeisterschaft 1951 kam die Wormatia mit dem 15-fachen Rundentorschützen Mechnig auf 26:0 Heimpunkte im Wormatia-Stadion, darunter auch ein 2:0-Erfolg gegen den späteren Deutschen Meister 1. FC Kaiserslautern.
In der Saison 1954/55 reichte es noch einmal zur Vizemeisterschaft in der Südwestoberliga. Den Einzug in die Endrunde wurde gegen den punktgleichen 1. FC Saarbrücken aber nur mit dem besseren Torverhältnis bewirkt. Die Saarländer stellten zwar mit Herbert Martin den Torschützenkönig in dieser Runde und Herbert Binkert belegte mit 23 Toren gemeinsam mit Richard Sehrt von der Wormatia und Willi Wenzel vom Serienmeister Kaiserslautern den zweiten Rang, aber die erhaltenen 51 Gegentreffer brachten Mechnig mit Worms in die Endrunde. Erst nach drei Qualifikationsspielen gegen Bremerhaven 93 und den SSV Reutlingen erreichten die Spieler aus der Nibelungenstadt die Aufnahme in die Vorrundengruppe II gegen Offenbach, Rot-Weiss Essen und Bremerhaven. Mechnig absolvierte sieben Spiele und erzielte ein Tor. Herausragend waren die zwei Spiele gegen den späteren neuen Deutschen Meister aus Essen. An der Hafenstraße erreichte die Wormatia ein 1:1-Unentschieden und vor 30.000 Zuschauern an der Alzeyer Straße setzten sich die Mannen um Helmut Rahn mit 3:1 Toren durch. In allen Endrundenspielen hat Mechnig als rechter Seitenläufer agiert. Von den Sportjournalisten werden Mechnig und Horst Löb als das beste Verteidigerpaar in der Südwestliga geführt.
Der langjährige Wormatia-Spielführer blieb seinem Verein immer treu und schlug auch verlockende Angebote des 1. FC Kaiserslautern aus. Im letzten Jahr der Oberliga Südwest bestritt der 34-Jährige nochmals zehn Spiele für die Wormatia und beendete danach seine aktive Spielerlaufbahn. Der Wormser Rekordmann war ein kompromissloser und gefürchteter Abwehrspieler und auch in der Offensive effektiv, da er durch seine Schnelligkeit für überraschende Konter prädestiniert war.

Zu den damaligen finanziellen Modalitäten wird er im Buch von Skrentny wie folgt zitiert:

„Was die Bezahlung anging, hatten wir nie Schwierigkeiten", weiß Kapitän Mechnig. "Bevor das Vertragsspielerstatut alles geregelt hat, gab es schon schwarz Geld auf die Hand. Waren 10.000 Zuschauer im Stadion, dann haben wir 500 DM bekommen und bei 20.000 Besuchern gab es 800 Mark, dazu manchesmal Prämien von 100 bis 200 DM.“

### Auswahl-/Nationalmannschaft
Mechnig machte in der Oberliga Südwest und den Endrunden mit seinem Können auf sich aufmerksam. Es folgten Berufungen in die Südwestauswahl zu Repräsentativspielen, Testspiele in DFB-Auswahlteams und 1957 sogar zwei Einsätze in der deutschen B-Nationalmannschaft. Im März war er in den zwei Länderspielen gegen Österreich (4:0) und die Niederlande (3:3) in München beziehungsweise Essen als rechter Verteidiger im Einsatz. Zu einem Einsatz in der A-Nationalmannschaft reichte es aber unter Bundestrainer Sepp Herberger nicht.

## Sonstiges
Der gelernte Maurer und Kaminbauer übernahm 1953 als Pächter das Wormatia-Klubhaus. Später war er in einer VW-Werkstatt im Ersatzteillager tätig.